# Cussey-sur-Lison
Cussey-sur-Lison – miejscowość i gmina we Francji, w regionie Burgundia-Franche-Comté, w departamencie Doubs.
Według danych na rok 2010 gminę zamieszkiwało 61 osób, a gęstość zaludnienia wynosiła 11 osób/km².